# 裸の太陽 (映画)
『裸の太陽』(はだかのたいよう）は、1958年に公開された家城巳代治監督の日本映画である。 
第9回ベルリン国際映画祭コンペティション部門で上映された。

## スタッフ
以下のスタッフ名はKINENOTEに従った。
- 監督 - 家城巳代治
- 脚色 - 新藤兼人
- 原作 - 氷室和敏
- 企画 - 本田延三郎、依田一郎
- 撮影 - 宮島義勇
- 美術 - 北川弘
- 音楽 - 芥川也寸志
- 録音 - 広上庄三
- 照明 - 銀屋謙蔵
- 編集 - 長沢嘉樹

## キャスト
以下の出演者名と役名はKINENOTEに従った。
- 江原真二郎 - 木村雄二
- 仲代達矢 - 前田次郎
- 丘さとみ - 森田ゆき子
- 中原ひとみ - 妹きみ子
- 高原駿雄 - 崎山建造
- 星美智子 - 妻房江
- 山形勲 - 運転助役
- 岩崎加根子 - 河合富子
- 冨田浩太郎 - 夫忠夫
- 東野英治郎 - 吉田老人
- 飯田蝶子 - いね
- 高津佳男 - 畑山
- 清村耕次 - 北川
- 高木二朗 - 大中
- 曽根晴美 - 瀬戸
- 岡部正純 - 宮部
- 杉義一 - 尾形
- 岡野耕作 - 峰岡
- 北川恵一 - 戸田
- 石川良昭 -山本
- 田口耕平 - 立花
- 小林寛 - 高田
- 織田政雄 - 指導助役
- 織本順吉 - 木村武市
- 神田隆 - 終点駅の助役
- 潮健児 - 車掌
- 花澤徳衛 - ちょびひげの男
- 関山耕司 - 積荷監督

## 受賞歴
- 1958年度 第32回キネマ旬報ベスト・テン第5位[5]
- 1959年 第9回ベルリン国際映画祭青少年向映画賞[6]（西ベルリン参事会賞）